# خاصیت مارکوف
خاصیت مارکف یا ویژگی مارکف در مبحث فرایندهای تصادفی، ویژگی فرایندهایی ست که احتمال شرطی رخداد آینده فقط به آخرین رخداد موجود یعنی رخداد کنونی وابسته باشد نه به گذشته‌های دیگر.
به زبان ریاضی اگر X(t), t> ۰ یک فرایند تصادفی با ویژگی مارکف باشد داریم:
{\displaystyle \mathrm {Pr} {\big [}X(t+h)=y\,|\,X(s)=x(s),\forall s\leq t{\big ]}=\mathrm {Pr} {\big [}X(t+h)=y\,|\,X(t)=x(t){\big ]},\quad \forall h>0.}
در فرایندهای گسسته زمان برای فرایندی مثل {\displaystyle \{X_{n}|n\in \mathbb {N} \}} دارای خاصیت مارکف داریم:
{\displaystyle P\{X_{n+1}|X_{0}=x_{0},X_{1}=x_{1},...,X_{n}=x_{n}\}=P\{X_{n+1}|X_{n}=x_{n}\}}
معمولاً فرایندهای اینچنین را زنجیره مارکف خطاب می‌کنند.

## جستارها وابسته
- زنجیره مارکف
- فرایندهای مارتینگل
- فرایند پواسون